# Тардавский сельсовет
Тардавский сельсовет — муниципальное образование в Белокатайском районе Башкортостана.

## История
Согласно «Закону о границах, статусе и административных центрах муниципальных образований в Республике Башкортостан» имеет статус сельского поселения.

## Население
| 2002 | 2009 | 2010 | 2012 | 2013 | 2014 | 2015 |
| ---- | ---- | ---- | ---- | ---- | ---- | ---- |
| 635  | ↘569 | ↘469 | ↘444 | ↘424 | ↘398 | ↘393 |
| 2016 | 2017 |      |      |      |      |      |
| ↘368 | ↘351 |      |      |      |      |      |

## Состав сельского поселения
| № | Населённый пункт | Тип населённого пункта          | Население |
| - | ---------------- | ------------------------------- | --------- |
| 1 | Левали           | деревня, административный центр | ↘314      |
| 2 | Тардавка         | село                            | ↘89       |
| 3 | Восход           | деревня                         | ↘66       |